# Bruceville
Bruceville – miasto w Stanach Zjednoczonych, w stanie Indiana, w hrabstwie Knox.